# Thiéville
Thiéville ist eine Ortschaft in der Normandie in Frankreich. Die bis zum 1. Januar 2017 bestehende Gemeinde gehörte zum Arrondissement Lisieux und zum Kanton Livarot und war ein Mitglied des Gemeindeverbandes Communauté de communes des Trois Rivières. Sie wurde durch ein Dekret vom 8. September 2016 in die Commune nouvelle Saint-Pierre-en-Auge integriert und ist seither eine Commune déléguée. Die Bewohner nennen sich die Thiévillais. Nachbarorte sind 
- Magny-la-Campagne im Nordwesten,
- Ouville-la-Bien-Tournée im Nordwesten, im Norden und im Nordosten,
- Bretteville-sur-Dives im Osten,
- Hiéville im Südosten,
- Saint-Pierre-sur-Dives im Süden und im Südwesten,
- Vendeuvre im Südwesten.

## Sehenswürdigkeiten
- Kirche Saint-Martin, Monument historique

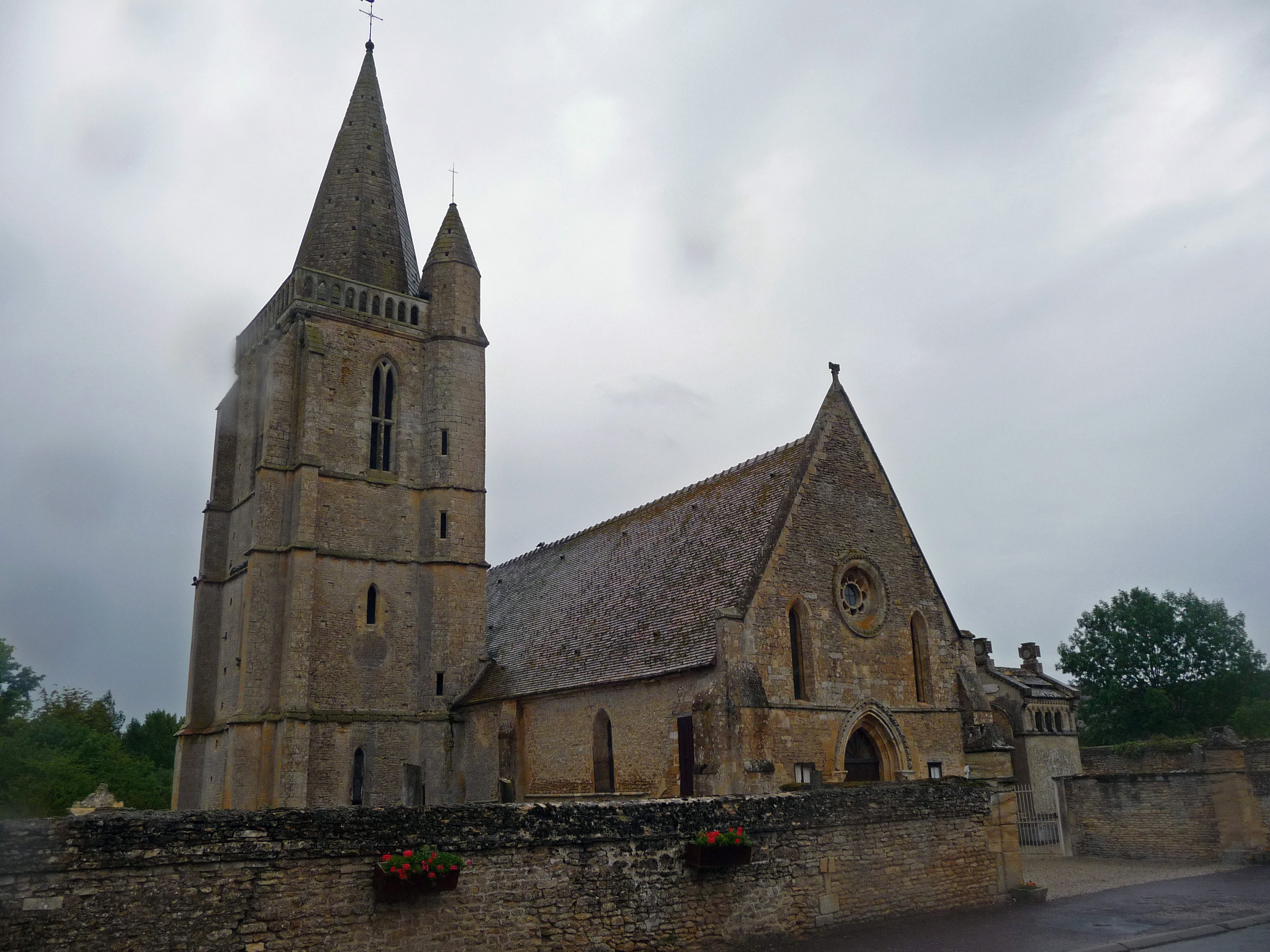
Kirche Saint-Martin

## Bevölkerungsentwicklung
| Jahr      | 1962 | 1968 | 1975 | 1982 | 1990 | 1999 | 2004 | 2009 | 2014 |
| --------- | ---- | ---- | ---- | ---- | ---- | ---- | ---- | ---- | ---- |
| Einwohner | 263  | 251  | 266  | 259  | 295  | 284  | 293  | 315  | 312  |